# Eli Yablonovitch
Eli Yablonovitch, né le 15 décembre 1946 à Puch en Autriche, est un physicien américain spécialisé dans le domaine de l'optique, et plus particulièrement connu pour être le co-inventeur avec Sajeev John du concept de cristal photonique en 1987.

## Parcours professionnel
Après avoir obtenu son diplôme de l'école secondaire Baron Byng en 1963, Yablonovitch a étudié à l'Université McGill puis à l'université Harvard où il a obtenu un doctorat en physique appliquée en 1972. Il a ensuite travaillé aux Laboratoires Bell comme professeur assistant en physique appliquée. À partir de 1984 il a travaillé sur les cellules photovoltaïques pour la société Exxon avant de devenir en 1990 directeur de la recherche en physique de la matière condensée chez Bellcore.
À partir de 1993, il a rejoint l'université de Californie à Los Angeles en tant que professeur en génie électrique, où il occupe la chaire d'opto-électronique Northrop Grumman. Enfin, depuis 2007, il est aussi professeur auprès du département de génie électrique et d'informatique de l'université de Californie à Berkeley.
Ses thèmes de recherche sont :
- l'optique non linéaire
- les cristaux photoniques et la théorie des bandes appliquée à la photonique
- l'opto-électronique
- les télécommunications
- l'informatique quantique.

## Prix et récompenses
- 1978 : médaille Adolph Lomb décernée par l'Optical Society of America
- 1993 : prix William Streifer Scientific Achievement décerné par l'IEEE
- 1996 : prix R. W. Wood décerné par l'Optical Society of America
- 2001 : prix Julius Springer pour la physique appliquée